# Liosomadoras
Liosomadoras — рід підродини Auchenipterinae родини Auchenipteridae ряду сомоподібних. Має 2 види. Раніше належали до родини Бронякові, на що вказує останнє словосполучення в родовому назва — doras, що значить «броня».

## Опис
Загальна довжина представників цього роду сягає 18 см. Голова невеличка. Очі доволі маленькі. Має 3 пари вусиків. Тулуб помірно кремезний без луски. Спинний плавник короткий, зміщений до голови, піднятий високо, має сильний шип. Грудні та черевні плавці маленькі. Грудні плавці з жорстким шипом. Жировий плавець відсутній. Анальний плавець помірної довжини, широкий. Хвостовий плавець доволі великий, розрізаний.
Забарвлення сталевого та коричневого кольорів з плямами різного розміру.

## Спосіб життя
Один з видів (Liosomadoras oncinus) зустрічається лише у великих річках, інший (Liosomadoras morrowi) — воліє середні й невеликі річки. Запливає в затоплювані ділянки лісу і луків. Ведуть неактивний спосіб життя. Полюють вночі. Вдень відпочивають серед рослин, в інших схованках. Живляться водними та наземними комахами, інколи дрібними рибами. Схильні до обжерливості.

## Розповсюдження
Поширені в річках Укаялі та Бранку.

## Види
- Liosomadoras morrowi
- Liosomadoras oncinus

## Тримання в акваріумі
Для цих сомів цілком підійде акваріум місткістю від 100 літрів. На дно насипають дрібний пісок темних тонів. З природних декорацій необхідно розмістити великі корчі. Бажано, щоб корчі не мали внутрішніх порожнин, в які соми можуть проникнути й застрягати там. Рослини не обов'язкові, але якщо є бажання озеленити акваріум, то можна посадити рослини вздовж заднього скла. Абсолютно неагресивні. Утримувати можна по кілька особин або поодинці. Сусідами можуть стати будь-які мирні риби відповідного розміру — цихліди, інші соми. Слід годувати через день. Годують мотилем, трубочником, хробаками й замінником живого корму — шматочками риби, креветками. З технічних засобів знадобиться малопотужний внутрішній фільтр для створення невеликої течії, компресор. Температура тримання повинна становити 20—25 °C.